# NGC 2496
NGC 2496 este o radiogalaxie situată în constelația Câinele Mic. A fost descoperită în 15 noiembrie 1885 de către Lewis A. Swift.